# Aumeville-Lestre
Aumeville-Lestre is een gemeente in het Franse departement Manche (regio Normandië) en telt 139 inwoners (1999). De plaats maakt deel uit van het arrondissement Cherbourg-Octeville. Aumeville-Lestre ligt op het schiereiland Cotentin, aan Het Kanaal.

## Geografie
De oppervlakte van Aumeville-Lestre bedraagt 2,4 km², de bevolkingsdichtheid is 57,9 inwoners per km².
De onderstaande kaart toont de ligging van Aumeville-Lestre met de belangrijkste infrastructuur en aangrenzende gemeenten.

## Demografie
Onderstaande figuur toont het verloop van het inwonertal (bron: INSEE-tellingen).

1. ↑  Populations de référence 2022.